# 92-es villamos (Prága)
A prágai 92-es jelzésű villamos a Lehovec és a Sídliště Modřany között közlekedik éjszaka, többnyire a nappali 3-as és 25-ös villamosok útvonalán.

## Története
2017. április 28-áig 52-es jelzéssel közlekedett.

## Útvonala
| Sídliště Modřany felé | Lehovec felé |
| --- | --- |
| Lehovec – Poděbradská – Českomoravská – Sokolovská – U Balabenky – Na Žertvách – Palmovka – Sokolovská – Na Poříčí – Havličkova – Dlážděná – Jindřišská – Vodičkova – Lazarská – Spálená – Karlovo náměstí – Na Moráni – Rašínovo nábřeží – Podolské nábřeží – Modřanská – Modřanská – Generála Šišky – Sídliště Modřany | Levského – Generála Šišky – Modřanská – Modřanská – Podolské nábřeží – Rašínovo nábřeží – Na Moráni – Karlovo náměstí – Spálená – Lazarská – Vodičkova – Jindřišská – Dlážděná – Havličkova – Na Poříčí – Sokolovská – Palmovka – Na Žertvách – U Balabenky – Sokolovská – Českomoravská – Poděbradská – Lehovec |

## Megállóhelyei
| 0  | Lehovec végállomás          | 61 | 94 912                                        |
| 1  | Sídliště Hloubětín          | 60 | 94                                            |
| 2  | Hloubětín                   | 59 | 94                                            |
| 3  | Kbelská                     | 58 | 94                                            |
| 4  | Nademlejnská                | 57 |                                               |
| 4  | U Elektry                   | 56 |                                               |
| 5  | Podkovářská                 | 55 |                                               |
| 6  | Kabešova                    | 54 |                                               |
| 8  | Nádraží Libeň               | 53 |                                               |
| 10 | Multiaréna Praha            | 52 |                                               |
| 11 | Ocelářská                   | 51 |                                               |
| 12 | Balabenka                   | 50 | 94 959                                        |
| 14 | Palmovka                    | 48 | 94, 95 953, 959                               |
| 15 | Palmovka                    | ∫  | 95                                            |
| 17 | Invalidovna                 | 45 |                                               |
| 18 | Urxova                      | 44 |                                               |
| 19 | Křižíkova                   | 43 |                                               |
| 21 | Karlínské náměstí           | 41 |                                               |
| 23 | Florenc                     | 39 | 908, 909                                      |
| 25 | Bílá labuť                  | 37 | 908, 909                                      |
| 27 | Masarykovo nádraží          | 34 | 91, 94, 96 905, 907, 908, 909, 911            |
| 31 | Jindřišská                  | 32 | 91, 94, 95, 96, 98                            |
| 33 | Václavské náměstí           | 31 | 91, 94, 95, 96, 98                            |
| 34 | Vodičkova                   | 29 | 91, 94, 95, 96, 98                            |
| 35 | Lazarská                    | 25 | 91, 93, 94, 95, 96, 97, 98, 99                |
| ∫  | Novoměstská radnice         | 24 | 91, 93, 94, 95, 96, 97, 99                    |
| 42 | Karlovo náměstí             | 23 | 91, 93, 94, 95, 96, 97, 99 904, 907, 908, 910 |
| 44 | Moráň                       | ∫  | 93, 94, 95 904, 907, 908, 910                 |
| 45 | Palackého náměstí           | 24 | 94 904, 907, 908, 910                         |
| 46 | Palackého náměstí (nábřeží) | 22 |                                               |
| 47 | Výtoň                       | 21 |                                               |
| 49 | Podolská vodárna            | 19 |                                               |
| 50 | Kublov                      | 17 |                                               |
| 51 | Dvorce                      | 15 |                                               |
| 53 | Přístaviště                 | 13 | 901                                           |
| 54 | Pobřežní cesta              | 12 |                                               |
| 56 | Nádraží Braník              | 11 |                                               |
| 57 | Černý kůň                   | 9  |                                               |
| 59 | Belárie                     | 8  |                                               |
| 60 | Modřanská škola             | 7  |                                               |
| 61 | Nádraží Modřany             | 6  | 960                                           |
| 62 | Čechova čtvrť               | 4  |                                               |
| 63 | Poliklinika Modřany         | 3  | 910                                           |
| 64 | U Libušského potoka         | 2  |                                               |
| 65 | Modřanská rokle             | 1  |                                               |
| 66 | Sídliště Modřany végállomás | 0  |                                               |
| ∫  | Levského                    | 0  |                                               |